# توماس باريس
توماس باريس (بالفرنسية: Thomas Paris)‏ هو كاتب فرنسي، ولد في 1970 في بيزنسون في فرنسا.